# Radowitz (Adelsgeschlecht)
Die Familie von Radowitz ist ein deutsches Adelsgeschlecht ungarischer Herkunft.

## Herkunft und Geschichte der Familie
Das Geschlecht der von Radowitz stammte aus Ungarn, wo es erstmals mit Franciscus de Radowicz 1569 und mit Petrus Radovitius 1588 urkundlich genannt wird. Die sichere Stammreihe beginnt mit Joseph Demetrius de Radowicz, geboren 1717 im Komitat Eisenburg, gestorben in Helmstedt im Jahr 1774. Dieser war als österreichischer Offizier des in Klausenburg stationierten Szekler Husarenregiments 1756 im Verlauf der Schlacht von Lobositz in preußische Kriegsgefangenschaft geraten und nach dem Frieden von Hubertusburg 1763 in preußische Dienste getreten. Er wurde danach im Herzogtum Braunschweig sesshaft und nannte sich v. Radowitz. Diese Namensform und die Zugehörigkeit zum Adel wurde in Preußen und Braunschweig nicht beanstandet. Im 19. und 20. Jahrhundert stellte die Familie dem preußischen bzw. dem deutschen Staat einen preußischen Ministerpräsidenten sowie zahlreiche Offiziere und Diplomaten.

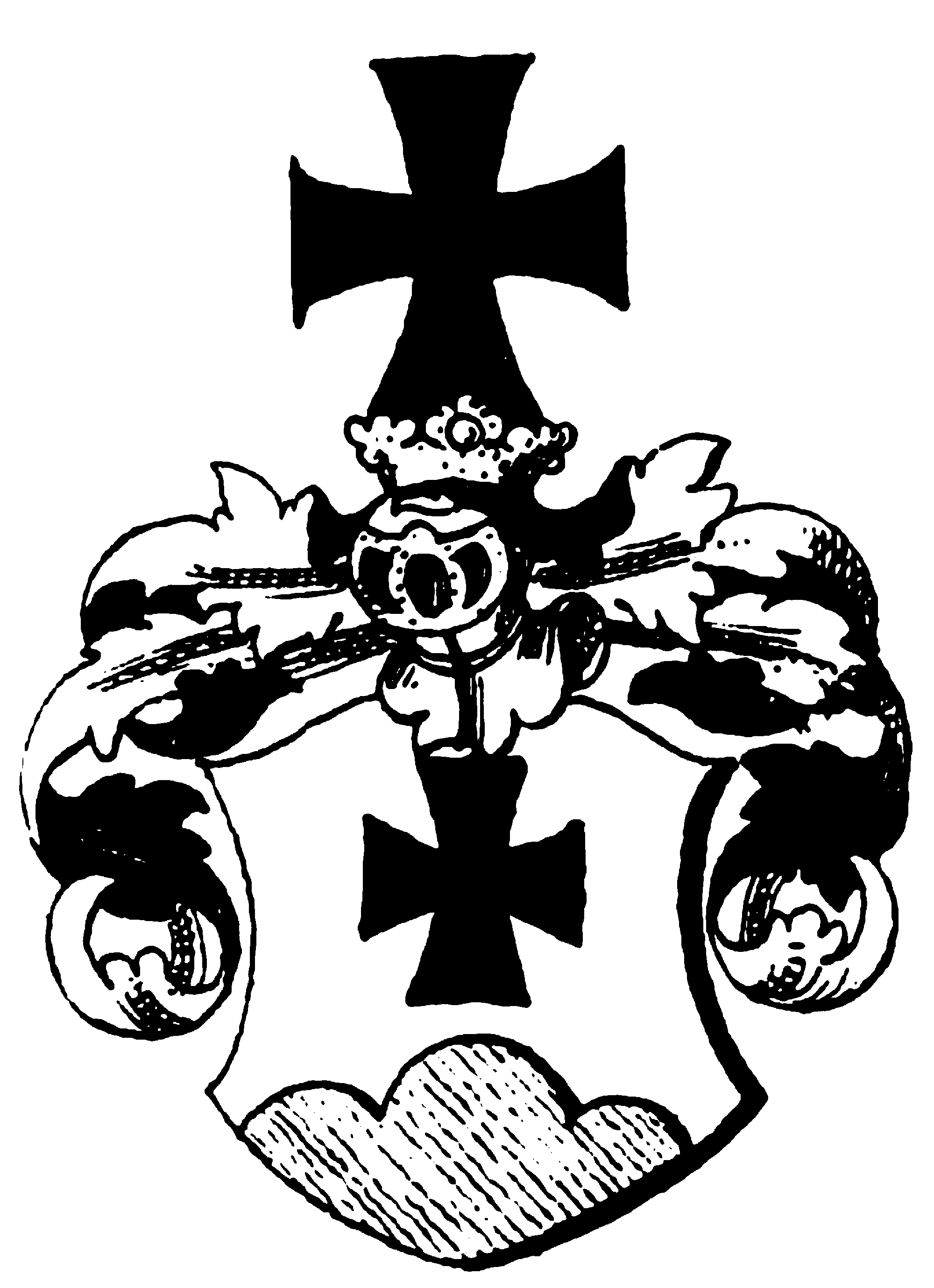
Wappen der Radowitz in Siebmachers Wappenbuch von 1878

## Wappen
Das Wappen zeigt in Silber (auch in Gold) über grünem Dreiberg ein schwarzes Ordenskreuz. Auf dem Helm mit schwarz-silbernen (schwarz-goldenen) Decken das Kreuz.

## Familienangehörige
- Joseph von Radowitz (1797–1853), Politiker und General, preußischer Ministerpräsident
- Clemens von Radowitz (1832–1890), preußischer Generalleutnant
- Joseph Maria von Radowitz (1839–1912), deutscher Diplomat
- Ernst von Radowitz (1869–1944), Generalmajor und SS-Offizier
- Wilhelm von Radowitz (1875–1939), deutscher Diplomat
- Otto von Radowitz (1880–1941), deutscher Diplomat
- Joseph Maria von Radowitz (1899–1956), Generalleutnant.[3]